# Gerald Reischl
Gerald Reischl (* 1965 in Neunkirchen, Niederösterreich) ist ein österreichischer Journalist und Autor mehrerer Bücher.
Er besuchte das Knabenseminar Sachsenbrunn in Kirchberg am Wechsel, studierte an der Universität für Musik und darstellende Kunst in Wien und Publizistik und Theaterwissenschaft an der Universität Wien.
Seit 1992 ist er Redakteur der österreichischen Tageszeitung Kurier. Reischl ist Autor mehrerer Bücher. Von Oktober 2002 bis 2009 war er als Technologie-Experte im ORF zu sehen, zunächst in der Sendung Willkommen Österreich (Internet-Insider), dann Gut Beraten Österreich (Hightech-Corner), sowie bei konkret.
Ab dem 1. Oktober 2010 war Reischl Chefredakteur der Futurezone. Bis zu diesem Datum war dieses Medium die IT-News Website des Österreichischen Rundfunks. Nach Abschaffung per ORF-Gesetz führt die Tageszeitung Kurier die Seite mit einem fast komplett neuen Redaktionsteam fort.
Mit Jänner 2016 wurde Reischl Geschäftsführer der ORF Mediaservice GmbH und Leiter des ORF Start-up-Campus. Im Dezember 2016 wurde bekannt, dass das Startup-Cluster Futurelab261 eingestellt werden soll und Reischl den ORF verlassen wird. Mit November 2018 avancierte er zum Director Communications & Public Relations der Firma AT&S.

## Publikationen
- Der kleine Handyaner. Das ultimative Handbuch für jeden Handy-Benützer. 1998, ISBN 3-8000-3732-7.
- Im Visier der Datenjäger. 1998, ISBN 3-8000-3695-9.
- Die größten Pechvögel des Jahrhunderts. 1999, ISBN 3-8000-3756-4.
- Das vierte W. 2000, ISBN 3-85436-324-9.
- Gefährliche Netze. 2001, ISBN 3-8000-3810-2.
- Der letzte Handyaner. Die besten Handy-Anekdoten und mobilen Pointen. 2002, ISBN 3-8323-0929-2.
- Unter Kontrolle. 2002, ISBN 3-8323-0885-7.
- Die Glücksfalle. 2002, ISBN 3-8000-3846-3.
- 75 Jahre Coca-Cola in Österreich. 2004, ISBN 3-901761-36-5.
- Der Internet-Insider. 2003, ISBN 3-7093-0462-8.
- Die 1000-Euro-Firma: Mit wenig Geld zum eigenen Internet-Unternehmen. 2006, ISBN 3-7093-0125-4.
- Die Google-Falle. 2008, ISBN 978-3-8000-7323-8.
- Erfolgsfaktor Sinn: Die Entdeckung der Zufriedenheit. 2009, ISBN 978-3-8000-7444-0.
- Internet of Crimes: Warum wir alle Angst vor Hackern haben sollten, Redline, München 2020, ISBN 978-3-86881-778-2.